# Euphyia emberizata
Euphyia emberizata är en fjärilsart som beskrevs av Achille Guenée 1858. Euphyia emberizata ingår i släktet Euphyia och familjen mätare. Inga underarter finns listade i Catalogue of Life.